# Nielubia
Nielubia – wieś w Polsce położona w województwie dolnośląskim, w powiecie głogowskim, w gminie Żukowice.
W latach 1954–1968 wieś należała i była siedzibą władz gromady Nielubia, po jej zniesieniu w gromadzie Żukowice. W latach 1975–1998 miejscowość administracyjnie należała do województwa legnickiego.
Z Nielubi wywodzi się poseł na Sejm V kadencji Czesław Litwin.

## Nazwa
W roku 1295 w kronice łacińskiej Liber fundationis episcopatus Vratislaviensis (pol."Księdze uposażeń biskupstwa wrocławskiego") miejscowość wymieniona jest w zlatynizowanej formie Nelub.

## Zabytki
Do wojewódzkiego rejestru zabytków wpisane są obiekty:
- gotycki kościół fililany pw. św. Michała z XV-XVI wieku
- cmentarz.